# Bakırlı, Bolu
Bakırlı là một xã thuộc thành phố Bolu, tỉnh Bolu, Thổ Nhĩ Kỳ. Dân số thời điểm năm 2021 là 171 người.